# Ocupação francesa da Tunísia
A ocupação francesa da Tunísia começou na primavera de 1881, e durou até à independência da Tunísia em 1956. A ocupação culminou com várias intrigas e ações menores.

## Contexto

### Primeiros contatos

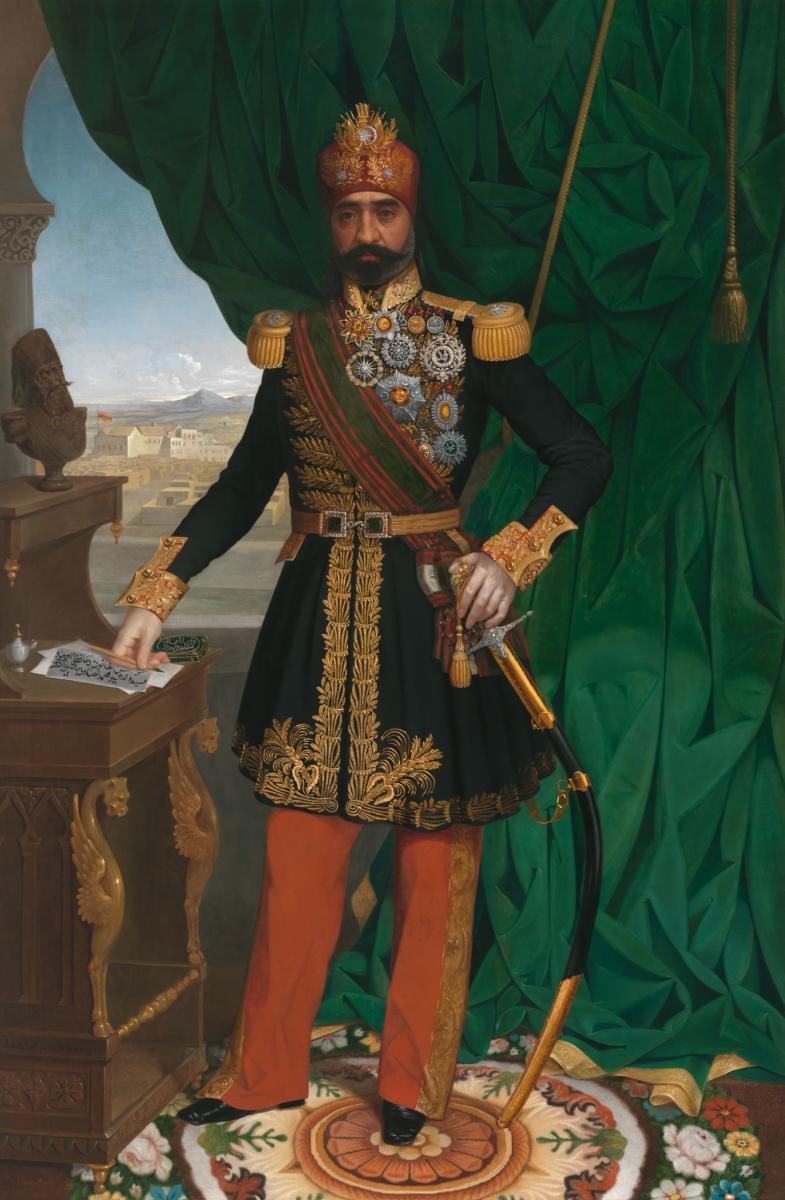
Sadok Bey, governante da Tunísia entre 1859 e 1881.

A Tunísia foi uma província do Império Otomano desde a conquista de Túnis (1574), embora com grande autonomia, sob a autoridade de um Bey. Em 1770, o almirante De Broves de Luís XV bombardeou cidades de Bizerta, Porto Farina e Monastir em retaliação por atos de pirataria. . No século XIX, contatos comerciais dos tunisianos com a Europa foram numerosos, e havia uma população de expatriados franceses, italianos e britânicos no país, representada por consulados. A França também fez um grande empréstimo para a Tunísia, em meados do século XIX. O governo da Tunísia era fraco, com um sistema fiscal ineficiente, que só trazia um quinto da arrecadação dos impostos. A economia foi prejudicada com uma série de secas e da eliminação dos corsários pelas frotas ocidentais. Por último, os tunisianos tinham pouco controle sobre o comércio exterior como antigos contratos do século XVI com as potências europeias limitando taxas alfandegárias para 3%. Como resultado, sua pequena indústria foi devastada pelas importações, especialmente na área dos têxteis.

### Concorrência Colonial
Após a Guerra Franco-Prussiana de 1870-1871, o prestígio internacional da França foi severamente danificado, e a Itália e a Grã-Bretanha tentaram reforçar a sua influência na Tunísia. O representante italiano falhou por falta de jeito, mas o representante britânico Richard Wood foi mais bem sucedido. A fim de limitar a influência francesa, Wood obteve o restabelecimento da Tunísia como uma província do Império Otomano em 1871, embora a autonomia foi garantida ao mesmo tempo. A Grã-Bretanha continuou a tentar exercer influência através de empresas comerciais, estas, porém não tiveram sucesso. Houve também várias disputas de territórios de propriedade tunisianas entre França, Grã-Bretanha e Itália.
Os franceses, naturalmente, quiseram tomar o controle da Tunísia, país vizinho da colônia francesa da Argélia, e para suprimir a influência italiana e britânica ali. No Congresso de Berlim em 1878 após uma crise de três anos nos Balcãs, um arranjo diplomático foi feito para a França assumir a Tunísia, enquanto a Grã-Bretanha obteve o controle de Chipre dos otomanos. Finalmente, o uso do território tunisino como um santuário de bandos rebeldes Khroumir deu um pretexto para a intervenção militar.

## Invasão
Em 28 de abril de 1881, 28 000 homens sob o general Forgemol de Bostquénard entraram na Tunísia. Em 1 de maio, a cidade de Bizerta caiu a 8 000 homens de Jules Aimé Bréart, que depois continuaram a Tunis .

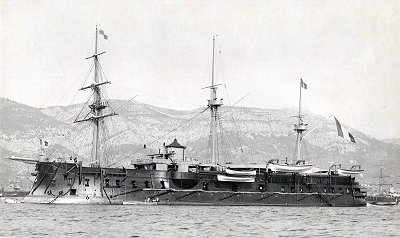
Navio francês participando da invasão da Tunísia.

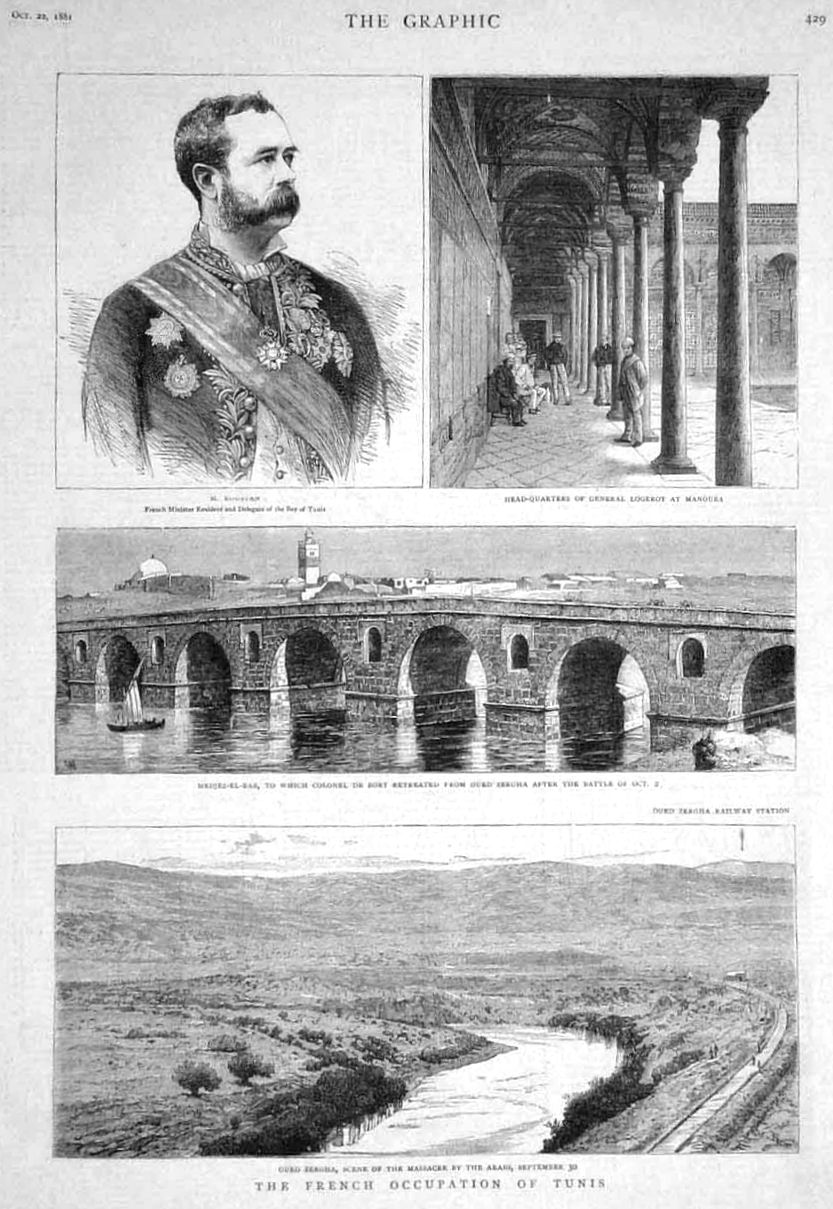
"Ocupação francesa da Tunísia", The Graphic, 1881.

Bréart entrou em Tunis entre 3 de maio e 6 de maio de 1881. Ele tinha em suas posses o Tratado de Bardo, que estabelece um protetorado sobre a Tunísia, telegrafado a ele na véspera pelo governo francês. Em 11 de maio, o General Bréart, o cônsul-geral Théodore Roustan e o General Pierre Léon Mauraud, acompanhados por uma escolta armada, apresentam ao bey de Tunis, residente em Ksar Saïd, as cláusulas do Tratado de Bardo. Surpreso, Sadok Bey pediu várias horas de reflexão, e imediatamente reuniu seu gabinete. Alguns de seus membros insistiram que o bey deveria escapar para Cairuão para organizar a resistência, mas Sadok Bey finalmente decidiu aceitar o protetorado. O Tratado de Bardo foi assinado por ambas as partes, sob a ameaça das tropas francesas, em 12 de maio de 1881.
Uma insurreição eclodiu logo no sul em 10 de junho de 1881, e depois em Sfax. Sfax foi bombardeada, e, em 16 de Julho, a cidade foi investida após duros combates, com 7 mortos e 32 feridos para os franceses. Em Cairuão, 32.000 homens, 6.000 cavalos e 20.000 toneladas de insumos e materiais foram desembarcados. Cairuão foi tomada sem uma luta em 28 de outubro de 1881.

## Consequências
A Grã-Bretanha e a Alemanha silenciosamente aprovaram a invasão do país, enquanto a Itália protestou em vão.
A Tunísia tornou-se assim um protetorado francês, com grandes poderes para os franceses, o Residente Francês sendo simultaneamente o primeiro-ministro, o controlador das finanças do Estado e o Comandante em Chefe das forças armadas. Em 1882, Paul Cambon energicamente aproveitou a sua posição como Residente, deixando o Bey essencialmente impotente, e na verdade administrando a Tunísia como uma outra colônia francesa. Mais tarde, os franceses estabeleceram uma importante base naval em Bizerta em 1898.